# Olivier Chaline
Pour les articles homonymes, voir Chaline.
Olivier Chaline, né le 29 décembre 1964 à Neuilly-sur-Seine (Hauts-de-Seine), est un historien français moderniste, spécialiste notamment d'histoire de l'Europe centrale.

## Biographie
Fils de Jean-Pierre Chaline, lui-même historien (spécialiste du XIXe siècle), et de Nadine-Josette Chaline, elle aussi historienne, marié et père de 3 enfants, il entre à l'École normale supérieure de la rue d'Ulm en 1984 après un passage dans les classes préparatoires du lycée Louis-le-Grand.
Après avoir obtenu l'agrégation, un doctorat (1992) et l'habilitation à diriger des recherches en histoire (2000), il enseigne à l'ENS Ulm avant d'être nommé professeur à l'université de Rennes II (1999-2001) puis à l'université de Paris IV (Paris-Sorbonne), poste qu'il occupe depuis 2001.
Il effectue des missions d'enseignement à l'Université Charles de Prague. Il est directeur du Centre d'Histoire de l'Europe centrale et de la FED d'histoire et d'archéologie maritimes, et associé du Centre de recherches historiques sur les sociétés et cultures de l'Ouest européen (CRHISCO).
En 2025, il prend la présidence du Centre vendéen de recherches historiques à la suite de Martin Aurell.

## Télévision
En 2015, il participe à l'émission Secrets d'Histoire consacrée à Louis XIV, intitulée Louis XIV, le roi est mort, vive le roi !, diffusée le 1er septembre 2015 sur France 2.

## Principaux ouvrages
- La France au XVIIIe siècle, 1715 – 1787, Belin, Paris, 1996  (ISBN 978-2-7011-4015-5) ;
- Godart de Belbeuf. Le Parlement, le roi et les Normands, Bertout, 1996  (ISBN 978-2-86743-250-7) ;
- La Reconquête catholique de l’Europe centrale, XVIe – XVIIIe siècle, Cerf, Paris, 1998   (ISBN 978-2-204-05838-4) ;
- La Place du Vieux-Marché et le Martyre de Jeanne d'Arc, éditions Charles Corlet, 1999  (ISBN 978-2-85480-798-1) ;
- La Bataille de la Montagne Blanche (8 novembre 1620). Un mystique chez les guerriers, Noesis, Paris, 2000, prix XVIIe siècle en 2001  (ISBN 978-2-911606-30-4) ;
- Le Règne de Louis XIV, Flammarion, 2005, 808 p.  (ISBN 978-2-08-210518-7) ;
- L'Année des quatre dauphins, Flammarion, 2009, 218 p.  (ISBN 978-2-08-122451-3) ;
- La Normandie. Un destin entre terre et mer, Paris, Gallimard, coll. « Découvertes Gallimard / Histoire » (no 561), 2010, 160 p. (ISBN 978-2-07-035546-4) ;
- La Mer vénitienne, Arles, France, Actes Sud, coll. « Beaux Arts », 2010, 200 p. (ISBN 978-2-7427-9033-3) ;
- Les armées du roi : le grand chantier, XVIIe – XVIIIe siècle, Paris, Armand Colin, 2016, 339 p. (ISBN 978-2-200-61415-7).
- La mer et la France. Quand les Bourbons voulaient dominer les océans, Flammarion, 2016, 558 p.  (ISBN 978-2-0813-3327-7) ;
- Les Marines de la guerre d’Indépendance américaine, 1763-1783, avec Ph. Bonnichon et Ch.-Ph. de Vergennes (dir.), Paris, PUPS, 2013, t. I, L'instrument naval ; t. 2, L'opérationnel naval, 2018, 462 p.  (ISBN 979-10231-0585-8) ;
- La Real Armada. La Marine des Bourbons d'Espagne au XVIIIe siècle, avec Agustìn Guimerá Ravina (dir.), Paris, Sorbonne Université Presses coll. « Histoire maritime », 2018, 424 p. et 40 reproductions  (ISBN 979-10-231-0583-4);
- L’engagement des Américains dans la guerre, 1917-1918. La Fayette, nous voilà !, actes du colloque international organisé par l’Université Paris-Sorbonne et les Cincinnati de France 23-25 nov. 2017,(dir.), Olivier Chaline & Olivier Forcade, SUP, 2020, 607 p.  (ISBN 979-10-231-0666-4)

## Distinctions

### Prix
- 1996 : Prix littéraire Lévarey-Lévesque[6]
- 2000 : Prix Chateaubriand[7]
- 2001 : Prix XVIIe Siècle[8]
- 2006 : Prix Guizot de l'Académie française[9]
- 2016 : Prix Chassin-Dufourg de l'Académie nationale des sciences, belles-lettres et arts de Bordeaux[10]
- 2016 : Prix Robert Christophe

### Décorations
- Chevalier de l'ordre national du Mérite (2011)